# Nilus albocinctus
Espèce
Synonymes
- Dolomedes albocinctus Doleschall, 1859
- Thalassius albocinctus (Doleschall, 1859)
- Titurius marginellus Simon, 1884
- Dolopoeus cinctus Thorell, 1891
- Thalassius doleschalli F. O. Pickard-Cambridge, 1897
- Thalassius simoni F. O. Pickard-Cambridge, 1897
- Thalassius mutillatus Strand, 1913

Nilus albocinctus est une espèce d'araignées aranéomorphes de la famille des Pisauridae.

## Distribution
Cette espèce se rencontre de l'Inde aux Philippines.

## Description

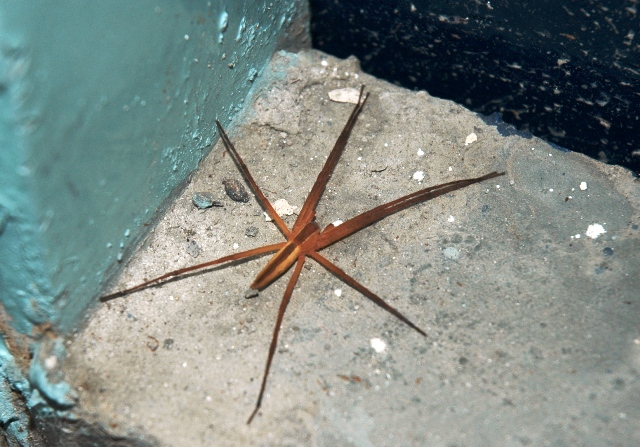
Nilus albocinctus

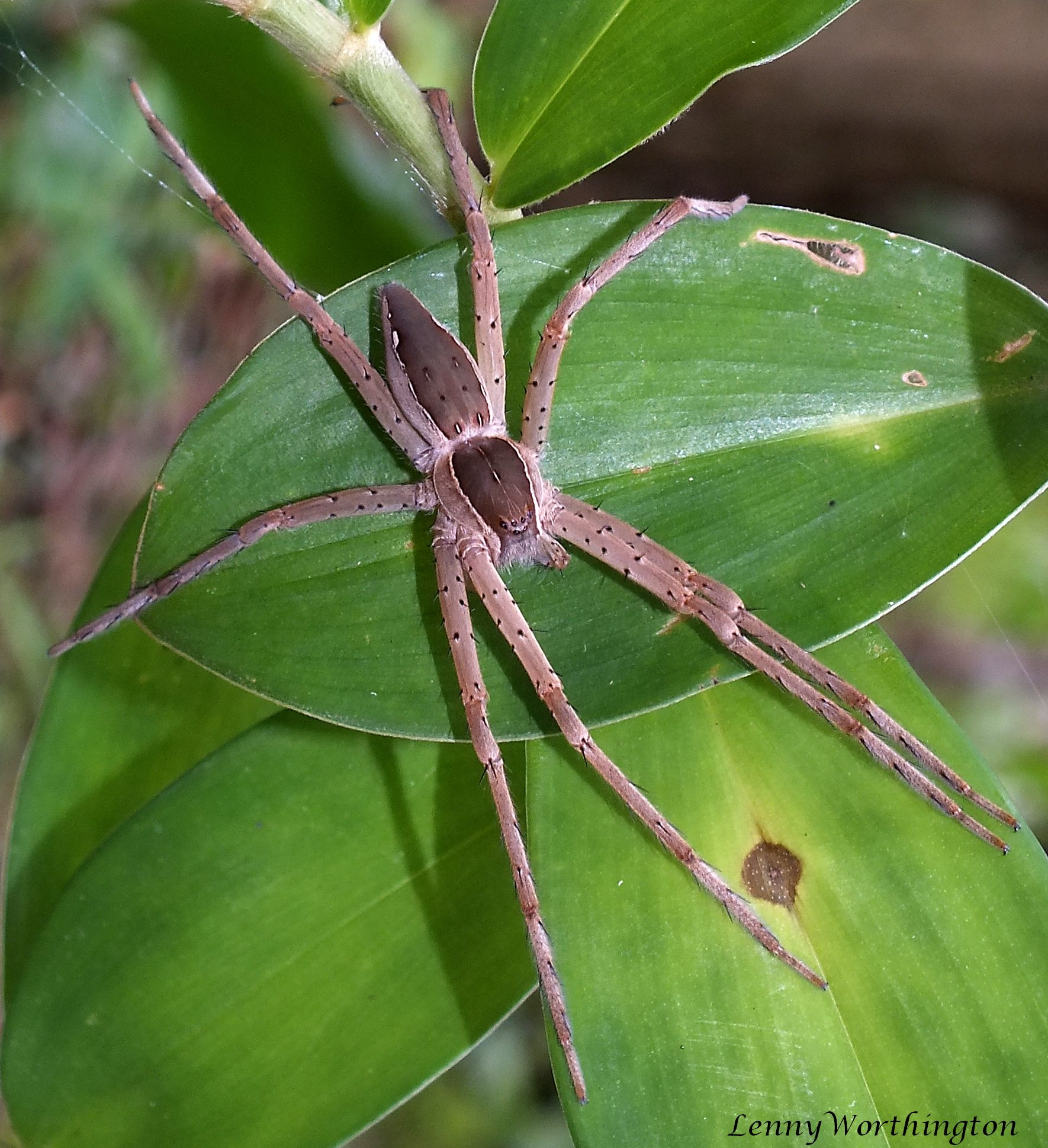
Nilus albocinctus, Sanctuaire de faune de Khao Soi Dao, Thaïlande

Les mâles mesurent de 15,5 à 20 mm et les femelles de 15,3 à 25,5 mm.

## Publication originale
- Doleschall, 1859 : Tweede Bijdrage tot de Kenntis der Arachniden van den Indischen Archipel. Acta Societatis Scientiarum Indo-Neerlandicae, vol. 5, p. 1-60 (texte intégral).